# 皮埃尔·安德烈·拉特雷耶
皮埃尔·安德烈·拉特雷耶（法語：Pierre André Latreille，法語發音：[pjɛʁ ɑ̃dʁe latʁɛj]；1762年11月29日—1833年2月6日）法国动物学家和天主教牧师，常被认为是现代昆虫学之父，他完成了甲壳类动物和昆虫的首次详细分类。
拉特雷耶出生于法国西南部城镇布里夫拉盖亚尔德，16岁时来到巴黎大学求学，尽管他专注于博物学研究，但在学校接受的却是牧师教育，并于1786年在利摩日大修院获得执事身份。1790年法国大革命时期，法国政府在牧师中推行《教士的公民组织法》，要求教士宣誓效忠法国，否则他们将被驱逐出境。拉特雷耶因错过了宣誓的截止日期，于1793年被宣判有罪，先后被关押在布里夫和波尔多的牢狱中。一次一位监狱医生发现拉特雷耶趴在地上观察一只昆虫，拉特雷耶解释说他正在观察一种稀有的甲虫－双色琉璃郭公虫（Necrobia ruficollis）。这位医生被他的学识所折服，将这只甲虫送给了年轻的博物学家让·巴蒂斯特·博里·德圣樊尚（Jean Baptiste Bory de Saint-Vincent）。德圣樊尚读过拉特雷耶昆虫学方面的著作，因而想办法将他营救出狱。
1796年他出版了《自然秩序中的昆虫分类》（Précis des caractères génériques des insectes）标志着现代昆虫学研究的开始。1799年他成为巴黎国家自然历史博物馆昆虫学系负责人。1829年接替让-巴蒂斯特·拉马克成为国家自然历史博物馆无脊椎动物学教授。
拉特雷耶对昆虫学研究做出了重要贡献，记录描述了大量属、种。死后葬于巴黎拉雪兹神父公墓。